# Wang Chong
Wang Chong (tradicionalni kineski: 王充, pojednostavljeni kineski: 王充, pinyin: Wáng Chōng, Wang Ch'ung}, 27 – cca. 100), bio je kineski filozof iz doba dinastije Han. Poznat je po tome što je razvio racionalistički, sekularni, naturalistički i mehanicistički pogled na svijet. Najvažnije djelo mu je  Lùnhéng (論衡, "Kritički ogledi") gdje je, između ostalog, razvio niz astronomskih i meteoroloških teorija.

## Vanjske poveznice
- Rationalism and materialist philosophy in China Fan Zhen, Wang Chung
- Wang Ch'ung (humanistictexts.org)  Arhivirana inačica izvorne stranice od 29. srpnja 2015. (Wayback Machine)
- Wang Ch'ung (Peter J. King)
- Djela Wang Chong na Projekt Gutenbergu